# Sphaerellothecium minutum
Sphaerellothecium minutum är en lavart som beskrevs av Hafellner 1993. Sphaerellothecium minutum ingår i släktet Sphaerellothecium och familjen Mycosphaerellaceae.  Arten är reproducerande i Sverige. Inga underarter finns listade i Catalogue of Life.